# Das christliche Deutschland 1933–1945
Das christliche Deutschland 1933–1945 war eine Schriftenreihe mit ausgewählten Dokumenten aus der Zeit des Kirchenkampfes, die in den Jahren 1945 bis 1950, herausgegeben von einer Arbeitsgemeinschaft katholischer und evangelischer Christen, in den Verlagen Herder (Stuttgart) und Furche (Tübingen) erschien.

## Gliederung der Schriftenreihe

### Katholische Reihe (Verlag Herder)
Die Schriftleitung der „Katholischen Reihe“ besorgte Konrad Hofmann, der zugleich die Hauptschriftleitung innehatte. Es erschienen acht Hefte:
- Heft 1:  Mit brennender Sorge. Das päpstliche Rundschreiben gegen den Nationalsozialismus und seine Folgen in Deutschland, hrsg. von Simon Hirt, 1946.
- Heft 2: Zeugnis und Kampf des deutschen Episkopats. Gemeinsame Hirtenbriefe und Denkschriften, hrsg. von Konrad Hofmann, 1946.
- Heft 3: Bischof Graf von Galen spricht! Ein apostolischer Kampf und sein Widerhall, hrsg. von Heinrich Portmann, 1946.
- Heft 4: Franz Büchner: Der Eid des Hippokrates. Die Grundgesetze der ärztlichen Ethik. Öffentlicher Vortrag, gehalten in der Universität Freiburg i.Br. am 18. November 1941, 1947.
- Heft 5: Max Müller: Das christliche Menschenbild und die Weltanschauungen der Neuzeit. Zwei Vorträge, gehalten in der Katholischen Studentenseelsorge zu Freiburg im Breisgau am 30. Juni und 5. Juli 1939, 1945.
- Heft 6: Philipp Dessauer[1]: Das bionome Geschichtsbild. Hintergründe und Konsequenzen einer Geschichtsideologie. [Vortrag, gehalten im Juli 1943 in Heidelberg], 1946.
- Heft 7: Hirtenrufe des Erzbischofs Gröber in die Zeit, hrsg. von Konrad Hofmann, 1947.
- Heft 8: Schlaglichter. Belege und Bilder aus dem Kampf gegen die Kirche, hrsg. von Konrad Hofmann, 1947.
- Heft 9: Wendelin Rauch: Probleme der Eugenik im Lichte der christlichen Ethik. [Vortrag am 6. Juli 1933], 1948.

Aus dem Vorwort für die „Katholische Reihe“:
„Aus dem geistigen Kampf, den die katholische Kirche und der gesamte deutsche Katholizismus in den Jahren 1933–1945 führen mußten gegen die alle christlichen Fundamente unseres Volkes zu unterspülen drohende Sturmflut der antichristlichen, politischen und kulturellen Bewegung, sollen in dieser Reihe Dokumente und Zeugnisse gesammelt werden. Nicht um ein Heldenlied dieses Kampfes der jüngsten Vergangenheit zu singen, der ja keineswegs nur Erhebendes, sondern auch unendlich viel Schwäche, Versagen und Schuld bei uns selbst gezeigt hat, vielmehr um die trotz allem ungebrochene Linie aufzuweisen, die es mutig in die Zukunft weiterzuführen gilt. Gezeigt soll werden, wie auch in dieser dunklen Epoche die echte Tradition als Boden für die Zukunft nicht verlorenging, sondern auf die verschiedenste Weise gewahrt und schöpferisch weiterentwickelt wurde.
Wahrung und Weiterführung dieser Tradition geschah zunächst durch die mit nichts zum Schweigen zu bringende Stimme der Kirche selbst. Daher wird die Reihe eröffnet durch Hefte, die das Wort des obersten Hirten, des Papstes, das Wort des deutschen Gesamtepiskopates, das Wort des Bischofs Graf von Galen (Münster) und des Erzbischofs Dr. Conrad Gröber (Freiburg), wie es in die Zukunft hineinsprach, dem Gedächtnis bewahren.
Auf das Wort der Kirchenführung folgt das Zeugnis der Kirchenmitglieder. Dabei soll berichtet werden vom tapferen Einsatz, ja selbst Sterben von Menschen, die ihren Weg gingen gegen alle Mächte dieser Zeit. Zugleich soll ein Bild entstehen christlichen Lebens und Wirkens, wie es sich entgegen allen Schwierigkeiten dennoch Lebens- und Wirkraum schuf.
Schließlich stehen neben diesen Zeugnissen dann noch Vorträge, die in jener Zeit den Versuch wagten, christliches Erbgut und christliche Haltung weiterzugeben und dabei sogar die christliche Fragestellung in der Bedrängnis der Zeit in neue, tiefere Dimensionen vorzutreiben. In jedem Kampf geht weithin Schwaches und Nebensächliches verloren und behauptet sich das wirklich Gültige und Wesenhafte. Besinnung auf dieses wirklich Gültige und Wesenhafte katholischen Christentums im Zeugnis gesprochenen Wortes und gelebten Lebens will diese Reihe im ganzen vermitteln.“

### Evangelische Reihe (Furche-Verlag)
In der „Evangelischen Reihe“ erschienen zunächst sechs Hefte unter der Überschrift „Zeugnisse der Bekennenden Kirche“; die Schriftleitung hatte Erik Wolf:
- Heft 1: Wir sind aber nicht von denen, die da weichen (Hebräer 10,39). Der Kampf um die Kirche, 1946.
- Heft 2: Im Reiche dieses Königs hat man das Recht lieb (Psalm 99,4). Der Kampf der Bekennenden Kirche um das Recht, 1946.
- Heft 3: Lasset die Kinder zu mir kommen und wehret ihnen nicht (Matthäus 19,14). Der Kampf der Bekennenden Kirche um die Jugend, 1948.
- Heft 4: Ich bin der Weg, die Wahrheit und das Leben, niemand kommt zum Vater denn durch mich (Johannes 14,6). Der Kampf der Bekennenden Kirche wider das Neuheidentum, 1947.
- Heft 5: Suchet der Stadt Bestes! (Jeremias 29,7). Worte der Bekennenden Kirche an den Staat, 1948.[3]
- Heft 6: Gedenket der Lehrer, welche euch das Wort Gottes gesagt haben (Hebräer 13,7). Stimmen aus der Gemeinde für ihre geistlichen Führer, 1947.

Es folgten vier weitere Hefte mit folgenden Vorträgen und Aufzeichnungen:
- Heft 7: Arthur Goldschmidt: Geschichte der evangelischen Gemeinde Theresienstadt 1942–1945, 1948.
- Heft 8: Constantin von Dietze: Nationalökonomie und Theologie. Vortrag, gehalten vor der „Gesellschaft für evangelische Theologie“ in Alpirsbach, Juni 1941. Mit Anhang: Wirtschafts- und Sozialordnung. Grundsätze, ausgearbeitet in einem Arbeitskreis in Freiburg i.Br., Herbst 1942, 1947.
- Heft 9: Gustav Mie: Die göttliche Ordnung in der Natur. Drei Aufsätze, 1946.
  - Die göttliche Ordnung in der Natur, zuerst in: Ethik, 14. Jg. Heft 1, Halle (Saale) 1938.
  - Kausalität und Geist, zuerst in: Wartburg, Sonderheft: Naturwissenschaft und Christentum, 40. Jg. Heft 6, 1941.
  -  Das Wunder, aus: Die Denkweise der Physik und ihr Einfluß auf die geistige Einstellung des heutigen Menschen, Stuttgart: Ferdinand Enke 2. Aufl. 1937.
- Heft 10: Edmund Schlink: Bekennende Kirche und Welt. Vorträge und Predigten aus den Jahren 1934 bis 1945, 1947, darin:
  - Die Frage der Erkennbarkeit göttlichen Handelns in der Geschichte, 1934
  - Pflicht und Versuchung christlichen Bekennens, 1934
  - Die Gemeinde Jesu Christi und die Anfechtung, 1938
  - Die Verkündigung der Kirche im Kriege, 1940
  - Der Tod als unsere Vergangenheit, 1941
  - Unsere Verleugnung, 1942
  - Die Passion Jesu Christi und die Welt, 1943
  - Christus löst die Siegel, 1943
  - Wehe uns!, 1943
  - Die himmlische Liturgie, 1944
  - Die Gnade in Gottes Gericht, 1945

Aus dem Vorwort für die „Evangelische Reihe“:
„Diese Reihe soll ein Bild des geistigen Kampfes geben, den die Bekennende Kirche gegen die Dämonie des Neuheidentums, der Entchristlichung der Jugend, der Rechtszerstörung und des politischen Machtstrebens im Raum der Deutschen Evangelischen Kirche geführt hat. Es sind Zeugnisse ausgewählt die entweder überhaupt nicht gedruckt werden konnten, aber oft in großer Zahl vervielfältigt von Hand zu Hand gingen, oder Privatdrucke waren, welche die Bekennende Kirche für ihre Mitglieder, meist nur in kleinen Auflagen, hergestellt hat; ferner Veröffentlichungen in Zeitschriften, die durch Beschlagnahme unterdrückt wurden oder auf andere Weise an der Verbreitung gehemmt worden sind. Unser Bemühen ist, im Geschichtlich-Einmaligen das Bleibende sichtbar zu machen und die Erkenntnisse zu bewahren, die damals als Richtschnur einer evangelisch-christlichen Lebensordnung erkämpft wurden. Deshalb bringen wir außer grundsätzlichen Erklärungen, Botschaften und Ausarbeitungen auch Berichte, Briefe, Verteidigungsreden, Predigten, Aufrufe an die Gemeinden und Stimmen aus den Gemeinde zum Gehör. Denn die damals so beglückend geschenkte Einigkeit im Wesentlichen des Glaubens und die daraus entstandene Überbrückung der Verschiedenheiten im Bekenntnis von Lutheranern und Reformierten, die Einsicht in tragfähige Verfassungsgrundlagen der Kirche, die allmählich wachsende Bereitschaft zu immer besserem Verständnis des Glaubenslebens unserer römisch-katholischen Brüder, nicht am geringsten endlich die gemeinsame Front aller Christen in Deutschland gegen das Neuheidentum – alles dieses läßt sich nicht trennen von der zeitgeschichtlichen Not, in die unsere Deutsche Evangelische Kirche seit 1933 in immer wachsendem Ausmaß gestellt war. Diese schwere Anfechtung ist aber unserer Kirche, trotzdem ihre sichtbare Gestalt fast darunter zerbrach, dennoch zum Segen geworden. Davon lassen die Zeugnisse, die wir hier vorlegen, etwas verspüren. Es war von Anfang an der Bekenntniskirche klar, daß Gott ihr den Kampf um die Kirche zur Buße und nicht zum Ruhme verordnet hatte. Wenn wir heute die Zeugnisse dieser Prüfungszeit neu ans Licht treten lassen, so geschieht es im gleichen Geist: ohne Bitterkeit, ohne Anspruch und ohne Selbstberuhigung. Der Blick ist dabei nicht nach rückwärts, sondern nach vorwärts gerichtet. Stärkung und Ausrüstung für die uns bevorstehenden Aufgaben ist das Ziel.
Geplant sind außer einigen mit den katholischen Freunden gemeinsam zu gestaltenden Heften erstens Hefte mit dokumentarischen Bekenntnissen, zweitens Hefte, die einzelne Vorträge bedeutender Persönlichkeiten bringen.
Jedes der dokumentarischen Hefte vereinigt die wichtigsten und derzeit erreichbaren Zeugnisse zu einer besonderen Frage der christlichen Lebensordnung. Dabei leitet uns die Absicht, jeweils Stimmen aus den verschiedenen Phasen der Entwicklung des kirchlichen Ringens von 1933 bis 1944 reden zu lassen.
Unter den Vorträgen werden Reden sein, die auf theologischen Tagungen, in kirchlichen Arbeitskreisen, im Rahmen des Hochschulunterrichts gehalten oder auch für die Betreuung von Studenten im Kriege verfaßt worden sind, Vorträge von Historikern, Juristen, Männern der Wirtschaft und des künstlerischen Lebens, von Naturforschern und Ärzten.“

### Gemeinschaftliche Reihe (Verlag Herder und Furche-Verlag)
Heft 1: Konrad Hofmann / Reinhold Schneider / Erik Wolf (Hrsg.): Sieger in Fesseln. Christuszeugnisse aus Lagern und Gefängnissen, 1947. Mit Beiträgen von:
| - Dietrich Bonhoeffer - Klaus Bonhoeffer - Constantin von Dietze - Heinrich Feurstein - Reinhold Friedrichs - Nanda Herbermann | - Hermann Hesse - Max Josef Metzger - Friedrich Justus Perels - Albert Riesterer - Hildegard Schaeder | - Paul Schneider - Ludwig Steil - Alfons Wachsmann - Franz Weinmann - Friedrich Weißler |

Heft 2: Werner Kohlschmidt / Johannes Maaßen (Hrsg.): Auch unser Lied soll zeugen. Christliche Zeitdeutung im Gedicht, 1950.